# 이정훈 (1991년)
이정훈(1991년 4월 27일 ~)은 KIA 타이거즈의 전 야구 선수다.

## 출신 학교
- 언북초등학교
- 언북중학교
- 충암고등학교

## 등번호
- 35 (2010~2011)
- 60 (2012~2013, 2014, 2015)
- 103 (2014)
- 03 (2015)

## 같이 보기
- 2012년 KIA 타이거즈 시즌